# 하나코토바
하나코토바 (Hanakotoba) (일본어: 花言葉)는 일본식 꽃말이다. 여기서는 식물에 부호와 암호가 따로 부여됐다. 꽃의 색깔에 따른 생리적 효과와 작용, 자연의 인상과 가시 나무의 높이와 다양한 유형의 꽃들로 이루어진 꽃의 화환으로 표현된다. 이는 감정을 전달하고 단어를 사용하지 않고 수신자나 시청자에게 직접 전달하기 위한 것이다.

## 같이 보기
- 꽃말
- 식물 상징주의
- 이케바나